# István Kovács (sportiv)
István Kovács (n. 17 august 1970, Budapesta, Ungaria) este un boxer maghiar, medaliat olimpic. A participat la 2 ediții ale Jocurilor Olimpice (1992, 1996) în care a câștigat o medalie de aur și o medalie de bronz.